# Ethyl Gasoline Corporation
Ethyl Corporation ou Ethyl Corp ou Ethyl Gasoline Corporation est une société industrielle américaine d'additifs pour carburants. 

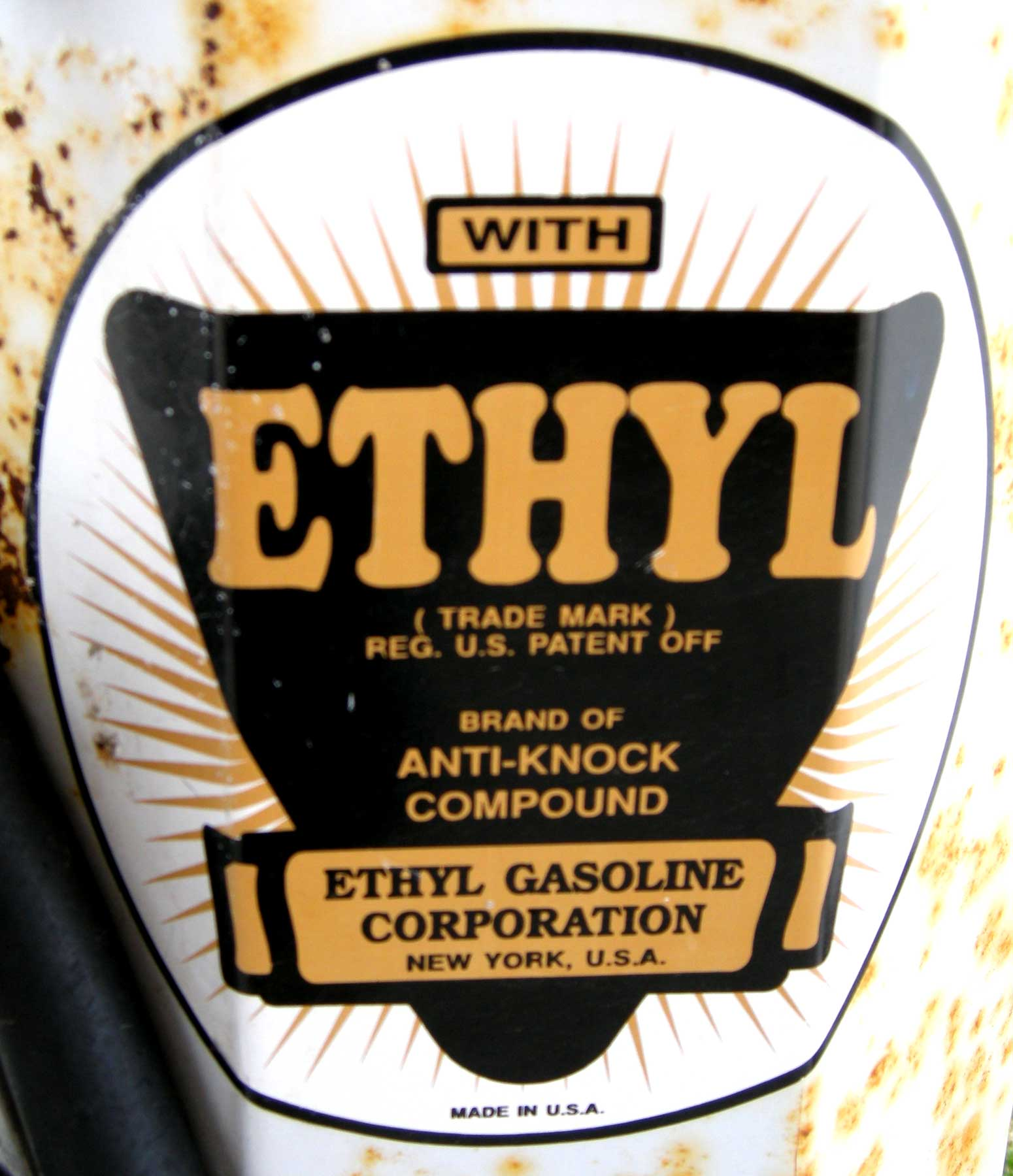
Signalétique indiquant la présence d'un additif à base de plomb produit par Ethyl Gasoline Corporation, sur une ancienne pompe à essence américaine

Créée en 1921, enregistrée dans le Delaware, son siège social est basé à Richmond aux États-Unis (ensuite transféré à New York puis à nouveau à Richmond). Avec sa compagnie sœur Afton Chermical, et sa nouvelle maison mère (MWV / NewMarket Corporation) elle fait partie des 500 groupes les plus riches des États-Unis (Fortune 500).
Depuis 1923 où l'essence plombée a commencé à être vendue au grand public (sous le nom Ethyl gasoline), cette société qui a changé plusieurs fois de statut et d'actionnaires crée, fabrique, mélange et distribue des additifs de carburant et lubrifiants pour automobile, avions, hélicoptères, bateaux...
Parmi d’autres produits, la société Ethyl Corp. a mis sur le marché (sous brevets) de grandes quantités de deux produits chimiques (deux composés organométalliques) très controversés, mais qui ont été vendus ou utilisés dans tous les pays (et durant un certain temps sans aucune concurrence) : le  plomb tétraéthyle et le Méthylcyclopentadiényle tricarbonyle de manganèse (MTM). 
Son principal centre de production en 1994 est situé à Houston (au Texas). 
En 2013, l'NewMarket Corporation ne dispose plus que de 1 789 employés dans le monde (contre plus de 10 000 autrefois) et continue à se développer (notamment en construisant avec sa filiale Afton Chemical une nouvelle usine de fabrication d'additifs pétroliers et de détergents, des agents dispersants et « composants anti-usure » pour la région Asie-Pacifique. L'usine est en cours de construction à Singapour pour un coût d'environ 100 millions de dollars et devrait être opérationnelle fin 2015 ou début 2016 selon l'entreprise,.

## Gouvernance et aire de présence
- Charles Kettering fut le premier président d'Ethyl, et son associé Thomas Midgley, Jr en a été le vice-président (et directeur général) jusqu'à sa mort en 1944.

- Floyd Dewey Gottwald (diplômé de l'Institut militaire de Virginie et de l'Université de Richmond, puis embauché comme chimiste en 1943 chez Albemarle Paper Manufacturing Company, une fabrique de buvard de Richmond en Virginie, où il est ensuite nommé directeur de production, puis secrétaire, vice-président et président). Il est ensuite élu vice-président exécutif de la société « Ethyl Gasoline corporation (Delaware) »  à partir du moment où elle a été rachetée en 1962 par Albemarle pour devenir « Ethyl corporation (Virginie) ». 
Il est vice-président du conseil d'administration de 1964 à 1968, date à laquelle il a été élu président du conseil d'administration. 
Il a aussi été nommé directeur général de Ethyl Corp. en 1970 et est par ailleurs administrateur de Tredegar Industries. 
Il reste dans le conseil d'administration de Ethyl corp  (en tant que président du comité exécutif) après avoir quitté (à l'âge de 69 ans) la fonction de président du Conseil ;

- Bruce Gottwald lui succède au Conseil d'administration comme chief executive officer (à l'âge de 58 ans). 
Ce chimiste est entré chez Albemarle en 1956 puis a été vice-président, secrétaire et administrateur de la nouvelle société « Ethyl corporation (Virginie) ». Il a été nommé vice-président exécutif en 1964 et président cinq ans plus tard en 1969. 
Il est aussi directeur de CSX Corporation, James River Corporation, Dominion Resources, Inc., and Tredegar Industries, Inc.

- en 2014, le président d'Ethyl Corporation est Azfar Choudhury, assisté de  Alex Pettigrew, Tony Sagan et  John Street (vice-président chargé des questions de santé, de sécurité et d'environnement. L'entreprise est gérée par deux directeurs (Jamie Ethridge, pour le marketing et Pat New pour les  ressources humaines)[4]

Le siège social est actuellement un complexe de bâtiments situés à Richmond (Virginie), donnant sur Tredegar Iron Works près de la rivière James (précédemment occupé par le pénitencier d'état de Virginie. Ethyl est aussi propriétaire du site historique Tredegar Iron Works. 
Ethyl vend ses produits et services dans le monde entier et dispose de bureaux commerciaux régionaux et de sites de recherche ou production à Pékin en Chine ; en Ontario (« Ethyl Canada » à Mississauga au Canada, en Belgique, à Hambourg en Allemagne, à Berkshire en Angleterre, à Tokyo au Japon, à Moscou en Russie, à Mumbai en Inde, à Singapour, à Rio de Janeiro au Brésil, aux Pays-Bas et en France.

## Les deux produits phares de la compagnie

### Le plomb tétraéthyle

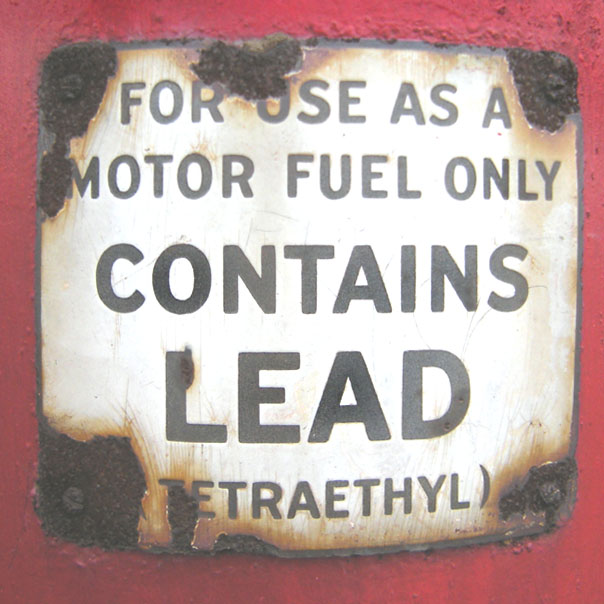
Autre inscription que l’on pouvait trouver sur les pompes à essence aux États-Unis avant que le plomb n’ait trop mauvaise réputation

Ce produit a été présenté par Ethyl Corp comme le meilleur additif antidétonant possible pour l'essence (plombée ou non). 
Il était fourni à la maison mère Exxon mais aussi à toutes les raffineries de pétrole produisant de l'essence brute pour y être ajouté sous une forme dite "Ethyl fluid" (un mélange de plomb tétraéthyle et de 1,2-dibromoéthane et de 1,2-dichloroéthane ; ces deux dernières molécules sont des « lead scavengers », c'est-à-dire qu'elles empêchent que le plomb et l’oxyde de plomb formés dans la réaction de combustion n'endommagent le moteur en s’y déposant ; grâce à ces 2 produits le plomb est expulsé dans l’air via le pot d'échappement sous forme de deux composés très volatils (mais hautement toxiques) : le bromure de plomb(II) et le chlorure de plomb(II). 

Ce « fluide d'éthyle » contenait un colorant rouge d'abord censé permettre de distinguer l’essence traitée de l'essence non traitée afin d'empêcher son détournement à d'autres fins (par exemple comme solvant de nettoyage), puis pour éviter de l'utiliser par erreur dans une voiture dont le pot catalytique ne la supporterait pas.
Le plomb tétraéthyl (ou Tetraethyllead) a rapidement été considéré par les responsables de la santé publique comme l’un des pires polluants jamais introduits dans l'eau, l'air et le sol, facteur de saturnisme humain et de saturnisme animal. 
Il est la cause principale au XXe siècle et dans l’hémisphère nord d'une multiplication par 625 de la pollution par le plomb par rapport aux niveaux dits « préindustriels ». On estime aujourd’hui qu’environ 7 millions de tonnes de plomb ont été vaporisées dans l’air par les pots d’échappement rien qu’aux États-Unis au XXe siècle. Et selon l’Agence du gouvernement américain pour les substances toxiques et les maladies, l’essence plombée a été dans ce pays la source de 90 % du plomb introduit dans des années 1920 à 2000.
Mais Ethyl Corp. a toujours nié que son plomb tétraéthyle utilisé en tant qu’additif des carburants pouvait poser des problèmes mesurables ou significatifs en matière de santé publique. 

Ethyl Corp. a même attaqué l’EPA en justice quand l’Agence a entrepris en 1972 un processus visant à interdire l'utilisation des plombs tétraéthyle et tétraméthyle. L’EPA gagnera ce procès, et dans les 15 ans  qui suivront l’interdiction de ce produit aux États-Unis (hormis pour les avions à hélice) le taux moyen de plomb dans le sang des Américains a effectivement diminué de 75 %. Une étude de l'EPA publiée en 1985 a estimé que près de 5 000 Américains sont morts par an directement ou indirectement à cause du plomb ; une estimation prudente basée sur les données historiques disponibles laisse penser qu’au moins 68 millions de jeunes enfants ont été exposés à des niveaux toxiques de plomb issu de l’essence de 1927 à 1987 aux États-Unis. Dans les années 1980, l'EPA estime que les effets délétères du plomb aéroporté coutent plusieurs milliards de dollars par an à la société américaine. Au Venezuela la State Oil Company n'a vendu que de l'essence fortement plombée (à 300 mg de plomb par litre) jusqu'en 1999 avec l'arrivée d'Hugo Chávez dont le programme visait à reprendre le contrôle de l'industrie pétrolière. Mais après cette date cette essence a continué à être massivement achetée car vendue moins chère que l'essence sans plomb, ceci jusqu'en aout 2005 où le plomb a été interdit dans l'essence dans ce pays. Tous les sols proches des grandes routes sont très fortement pollués (avec en bordure des rues principale de Maracaibo City plus de 3 000 mg/kg de plomb mesuré dans le sol superficiel en 2006). On relève par exemple 200 fois plus de plomb côté rue que côté jardin à Trujillo, avec un dépassement des seuils de dangerosité pour 55 % des échantillons faits côté rue (les variations pouvant s'expliquer par l'érosion et le ruissellement). Cette pollution était évitable, mais elle a continué à croître de 1985 à 2001 avec des taux de plomb dans le sol superficiel qui ont augmenté de 186 % à 449 % en 15 ans sur 4 sites mesurés, et les analyses de poussières faites dans les écoles de Caracas montrent des taux élevés de manganèse et très anormalement élevés de plomb dans la fraction organique de poussières :  43 à 1027 µg de plomb par gramme de cette fraction des poussières aéroportées, le record étant situé près d'une autoroute) (rappel : le plomb est notamment source de retards cognitifs quand il est absorbé par le fœtus ou le jeune enfant ; voir l'article saturnisme pour plus de détails). À Mexico, 50 % environ des enfants testés ont des niveaux dangereux de plomb. Des données similaires, avec de fortes corrélations entre exposition au rejets automobiles ou à l'essence et degré de saturnisme ou contaminations sont fournies par des études faites en Afrique, par exemple à Kinshasa en 2010 au Congo (où l'on utilise encore de l'essence plombée. Là environ 63 % des nouveau-nés et des moins de six ans sont atteints de saturnisme (plombémie > 100 µg/L), contaminés in utero, par le lait maternel ou l'environnement. On trouve au Nigeria jusqu'à 7000 ppm de plomb le long des routes (c'est 15 fois plus que le seuil requis pour faire entrer un site pollué dans le Superfund aux États-Unis.

### Le Méthylcyclopentadiényle tricarbonyle de manganèse
C'est le second produit « phare » de l'entreprise. 
Le Méthylcyclopentadiényle tricarbonyle de manganèse aussi dit MMT (pour Methylcyclopentadienyl manganese tricarbonyl) a en grande partie remplacé le plomb tétraéthyle dans l'essence, mais il tend dans certains pays à être remplacé par des alternatives moins toxiques ou non toxiques et à peine plus couteuses (quelques dollars par an de plus pour un automobiliste moyen) aux États-Unis. 
Le MMT fait l'objet de controverses et est à l'origine d'un conflit entre Ethyl Corp et le gouvernement canadien, après que « les ministres fédéraux de l'Environnement et de l'Industrie » aient annoncé que « le Canada augmenterait ses restrictions sur le commerce interprovincial et l'importation du MMT d'additif pour l'essence en 1998 ». Le gouvernement fédéral a décidé d'évaluer « les résultats des tests futurs sur les effets du MMT ou de tout autre additif de carburant sur les émissions d'échappement d'automobile. Si une action fédérale ultérieure est justifiée, elle sera prise en vertu de la LCPE ». En 2001, le gouvernement note que l'agence sanitaire du Canada a estimé que « compte tenu de son évaluation des données scientifiques, Santé Canada n'a aucune objection à l'utilisation du MMT (...) est convaincu que le processus d'examen par les pairs et le résultat de son évaluation de 1994 sont fiables » ajoutant que « le ministère de la Santé publique de Toronto n'a pas contesté les résultats de l'évaluation de 1994 de Santé Canada ». Ne pouvant ainsi pas interdire le MMT via le "Canadian Environmental Protection Act", le gouvernement canadien en a interdit l'import et le transport. 
Estimant que cela enfreignait le traité de l'ALENA, Ethyl Corporation a attaqué le gouvernement canadien en 1997. Il s'est ensuivi une lourde procédure juridique et le Canada a été condamné à verser 201 millions de dollars américains au plaignant  et à retirer le MMT de l'annexe des produits interdit d'importation et de transport.
La Californie a totalement interdit le MMT et l'agence de protection environnementale des Etats-Unis a banni son utilisation dans l'essence.

## Histoire de l'entreprise
Fondée en 1921  pour produire et distribuer du plomb tétraéthyle,, Ethyl Corp a été créé par deux très grandes compagnies américaines : General Motors et Standard Oil of New Jersey (auj. Exxon). 
General Motors (GM) venait d'inventer un moteur plus puissant que ceux de son concurrent, mais qui fonctionnait mal (cliquetis) en raison du pouvoir détonant trop important de l'essence. GM disposait en 1921 d'un "brevet d'utilisation" du plomb tétraéthyle comme antidétonant, issu du travail de trois chimistes Thomas Midgley, Jr., Charles Kettering, et plus tard de Charles Allen Thomas. 

De son côté Esso avait acheté le brevet sur sa fabrication. 

Ces deux brevets étaient complémentaires pour maîtriser et dominer le futur marché du plomb tétraéthyle. General Motors et Esso ont ainsi formé « Ethyl Corp » au sein de laquelle chaque société mère détenait 50 % des parts de la nouvelle société.
Cette jeune société a confié à Dupont le soin de faire fonctionner ses installations de production (opérationnelle dès 1923)

Après épuisement de la protection du produit par les brevets, Dupont profitera du savoir-faire ainsi acquis pour se lancer lui-même dans la production de plomb tétraéthyle, pour ensuite se détacher de cette activité.
Dès 1925, et notamment à l'occasion d'une conférence sur le nouveau produit (le 20 mai 1925) l'US Public Health Service s'inquiète des dangers potentiels pour la santé publique. Il y avait dans la salle selon le commentaire du Dr Yandell Henderson de l'Université de Yale deux conceptions diamétralement opposées, avec d'une part les industriels, chimistes et ingénieurs qui faisaient peu de cas du risque sanitaire qui selon eux ne devait pas freiner un grand progrès pour l'industrie pétrolière et automobile, et les experts en santé qui au contraire en faisaient une priorité de la santé publique.
En 1940, L'entreprise est accusée devant la justice américaine par le Gouvernement américain de violer ou contourner la loi anti-trust (Sherman Anti-Trust Act) pour s'assurer d'une position de monopole et de contrôle des prix du marché du plomb tétraéthyle (mentionné comme poison (« poisonous substance » par le procureur lors du procès de seconde instance) par ses brevets mais aussi de l'essence plombée.  Lors d'un procès en première instance, elle perd une partie des prérogatives qu'elle s'était données (Le juge admet qu'elle puisse accorder des licences très exigeantes aux raffineurs, mais non aux grossistes qui achètent l'essence aux raffineurs), mais Ethyl Corp. fait appel. L'entreprise dispose à cette époque de deux brevets couvrant la composition du fluide qu'elle vend (N°1,592,954 du 20 juillet 1926, et n°1,668,022 du 1er mai 1928), ainsi que d'un troisième brevet (n°1,573,846 du 23 février 1926, revendiquant le mélange d'essence et de son fluide breveté), mais aussi d'un autre brevet (n°1,787,419 du 30 décembre 1930 sur la méthode d'utilisation de l'essence enrichie de l'additif dans les moteurs). 
Elle ne vend ses additifs qu'à des raffineries ou vendeurs de carburants qui ont une licence en règle avec elle, et elle interdit aux raffineries de vendre le carburant modifié à des acheteurs qui n'ont pas de licence (ces licences précisent les dosages du produit, c'est-à-dire le degré d'octane, et certaines conditions de prix liées à ce degré, mais aussi les conditions d'utilisation du nom Ethyl corp dans l'affichage et la publicité). Elle se défend en présentant ceci comme un moyen de contrôler que les précautions pour la santé sont respectées par les grossistes (tout en disant que le produit n'est pas significativement dangereux pour la santé). De plus, à cette époque, elle impose à tout revendeur agréé de fournir chaque mois la liste de tous les endroits où le carburant est vendu sous licence Ethyl Corp. Selon la haute cour de justice, tout ceci permet in fine à l'entreprise de contrôler plus de 120 raffineries et plus de 11 000 grossistes (parmi les environ 12 000 qui en 1940 alimentent le réseau de distribution de carburant des États-Unis). « Selon leurs propres termes, les accords de licence (de Ethyl Corp.) servent à exclure tous les revendeurs non autorisés sur le marché (...) ils contrôlent le comportement des entreprises de revendeurs agréés dans la distribution du carburant brevetée de moteur et ils permettent à l'appelant  d'exclure à volonté les autres entreprises » tout en prescrivant un écart imposé entre l'essence normale et l'essence plombée note le procureur qui dénonce aussi « une pratique établie de longue date de l'appelant (Ethyl Corp.) qui est de refuser d'accorder des licences aux grossistes qui cassent les prix ou qui refusent de se conformer aux politiques de commercialisation et aux prix fixés par les principales raffineries ou les leaders du marché entre eux » (entente sur les prix}) et une utilisation des brevets visant à contrôler les prix à la pompe en les alignant sur les prix imposés par les raffineries. L'une de ces grandes raffineries est la Standard Oil Company, détient justement la moitié du capital en action de Ethyl Corp. rappelle le procureur, qui estime qu'il ne fait aucun doute qu'Ethil Corp est depuis plusieurs années en situation d'abus de position dominante.
En 1942, la société se rebaptise en Ethyl Corporation.
En 1962, à la surprise générale, Albemarle Paper Manufacturing Company,  emprunte 200 millions de dollars pour acheter Ethyl Corporation (Delaware), une société faisant 13 fois sa taille. Albemarle est une ancienne fabrique familiale de papier-buvard basée à Richmond, qui a étendu son activité à d'autres types de production de papier, puis au film polyéthylène (qui devient à la fin des années 1950, un concurrent sérieux au papier pour les sacs). L'entreprise Albemarle endosse alors le nom  « Ethyl Corporation » et la famille Gottwalds en garde la maîtrise (Floyd Gottwalds père, et ses fils Floyd, Jr. et Bruce). 
Une hypothèse est qu’il y avait derrière cette opération General Motors qui voulait se départir de « Ethyl Corporation » pour des raisons d'image et de sécurité juridique, craignant peut-être qu'en application du principe pollueur-payeur des États ne viennent demander des comptes aux actionnaires de EGC (Ethyl Gasoline Corporation) alors qu'il devenait difficile de cacher le passif environnemental et sanitaire du plomb tétraéthyle. L'opération de 1962 pourrait avoir été la plus importante « acquisition à effet de levier » menée jusqu'à ce jour.
À partir de là pour ce qui concerne les additifs de l'essence, l'entreprise mène un constant travail de lobbying. 
Selon  Kitman (2000), les documents d’archives des entreprises concernées et du gouvernement des États-Unis, mis à disposition de la recherche universitaire ainsi qu’une lecture rétrospective attentive des documents historiques de cette période montrent que :
- Alors que de nombreux scientifiques indépendants (dont Clair Patterson) alertaient, avec des preuves tangibles les élus et l'opinion publique sur la gravité de la contamination environnementale par le plomb de l'essence, le lobby pétrolier restait silencieux et Ethyl Gasoline Corporation continuait sciemment à vendre et diffuser des produits toxiques et écotoxiques tout en niant constamment et le plus longtemps possible leur toxicité, en refusant toute application d'un quelconque principe de précaution puis en arguant des incertitudes scientifiques et en attaquant s’il le fallait les agences d’État devant les tribunaux. Kitman estime que cette stratégie qui semble s'être avérée payante a été un modèle pour les industries de l'amiante, du tabac, des  pesticides, et du nucléaire ou encore des aliments génétiquement modifiés [5].
- Alors qu’il existait une unanimité scientifique depuis plus de 70 ans sur la toxicité du plomb et que les risques graves pour la santé de l'essence au plomb et bien que ces risques aient été portés à la connaissance des responsables politiques et clairement identifiés par la vaste communauté américaine chargée de la santé publique [5], les risques ont été sous-évalués et démentis par l'entreprise et le lobby pétrolier, ainsi que par beaucoup de décideurs politiques durant plus de 60 ans, généralement au motif qu’ils ne pouvaient pas être clairement et immédiatement quantifiés [5] ;
- Des additifs antidétonants alternatifs (à base d'éthanol par exemple) bien moins toxiques, facilement biodégradables, moins chers et plus faciles à produire (mais difficilement brevetables) pouvaient être utilisés pour le même usage. Ils étaient disponibles et connus des fabricants d’additifs anti-cliquetis au de plomb, avant même la découverte de l'additif au plomb [5], mais n’importe qui dans n’importe quel  pays aurait pu les fabriquer facilement. Ils ont donc été cachés puis vivement combattus, supprimés ou injustement décriés durant des décennies. Le gouvernement des États-Unis était informé de leur existence et de leurs avantages, mais il a également empêché leur utilisation et s’est même fait complice de la diffusion de l'utilisation de l'essence au plomb dans les pays étrangers, notamment dans les pays pauvres [5]. Une stratégie de décrédibilisation des alternatives a reposé sur une exagération sciemment faite de l'intérêt et des avantages des additifs antidétonants au plomb[5], alors que des campagnes de communication et de publicité expliquaient aux automobilistes qu'ils risquaient de dégrader leurs moteurs sans ces additifs.
- L’industrie des additifs au plomb a diffusé aux administrations ses propres données. Elle a construit et financé son propre réseau de recherche. Celui-ci a durant quatre décennies contrôlé l’essentiel de la recherche scientifique sur les conséquences sanitaires de l'essence au plomb, concluant systématiquement selon Kitman que le risque pour la santé était faible voire insignifiant, en diffamant parfois les voix qui les contredisaient [5].
- Puis face au recul des ventes aux États-Unis où la législation a fini par faire reculer le plomb dans les peintures puis dans l’essence et dans une partie des munitions, le lobby s’est tourné vers l’Europe où il résistera près de 30 ans de plus qu'aux États-Unis (jusqu’en janvier 2001 quand l'Union Européenne interdira le plomb dans l’essence sur son territoire, bien après les États les plus avancés en matière de législation environnementale). 
Les producteurs d'additifs s'étaient dans le même temps tournés vers les pays en voie de développement dans lesquels on trouve aujourd’hui parfois encore plus de plomb par litre d’essence que ce qui était en usage aux États-Unis dans les années 1970 [5].

Pour  restaurer ou conserver leur image, les maisons-mères (multinationales) se sont désengagées du  marché des additifs toxiques. Elles ont pu réinvestir leurs bénéfices et utiliser leurs réseaux pour se diversifier et investir dans des secteurs plus classiques et jugés moins risqués de l’industrie et de la finance, tout en réorganisant leurs structures organisationnelles et financières de manière à  protéger leurs responsables et leurs fonds d’éventuels demande de dommages et intérêt (une poursuite contre les fabricants de peinture au plomb a été lancée en class-action devant une cour du Maryland). 
Ainsi, des années 1970 à 1980, la société Ethyl Corp s’est étendue mais en diversifiant ses activités.
À la fin des années 1980, Ethyl Corp a commencé à segmenter son capital et ses activités en plusieurs divisions ; 
- ses unités spécialisées dans l’aluminium et les plastiques, ou l’énergie sont devenus Tredegar Corporation  en 1989.
- En 1993, Ethyl Corp augmente sa présence dans le monde de la finance et de la spéculation, après avoir commencé à investir dans l'assurance-vie, avec une sorte d'OPA visant à s'approprier une société d'assurance-vie, FCL (« First Colony Life ») ; Ethyl Corporation a racheté en 1982 pour 270 millions de $ d'actions de FCL en circulation) ;
- En 1994, Ethyl Corp se départ de ses spécialités chimiques en en faisant une société indépendante (cotée en bourse) : Albemarle Corporation. Suivant une tendance générale à la consolidation et concentration des marchés au sein de l'industrie pétrolière dans les années 1990, Ethyl achète ses trois principaux concurrents : Amoco Petroleum Additives, Nippon Cooper, et Texaco Additives Company redevenant leader incontesté du marché des additifs pour carburants mais aussi pour lubrifiants.
- Entre 2003 et 2004, l'entreprise (déclarée dans le Delaware considéré comme un paradis fiscal pour les entreprises qui peuvent s'y déclarer avec les taxes les plus basses et les conditions les plus libres et le moins d'informations à donner) passe (pour ses accords de sécurité déclarés au Canada) de la Bank of America au Crédit suisse First Boston aux Îles Cayman[23]
- En 2004, Ethyl Corp se rebaptise d’un nom plus neutre  « NewMarket Corporation » (NYSE: NEU), qui sera néanmoins la société mère de Afton Chemical Corporation (ou Afton Chemical Intangibles LLC), fabricant de lubrifiants et d’additifs pour carburants et lubrifiants, et d’une société conservant le nom Ethyl Corporation, qui reste fabricant et distributeur d'additifs de carburant, dont le plomb tétraéthyle.
Ce produit est toujours vendu dans les pays pauvres. Il est interdit dans les carburants de véhicules sur route dans les pays riches, mais il y reste autorisé pour l’aviation (faisant que de nombreux aérodromes sont pollués par le plomb), pour les essences de voitures de course ou de hors-bord pour lesquels selon les fabricants il n'est pas supposé exister d'alternative au plomb [5].
- En 2014, selon son site internet Ethyl Corp. continue à fabriquer des additifs (non nommés) pour les voitures de course et l'aviation aux États-Unis. Elle maitrise l'alkylation par le chlorure d'aluminium, la chloration, l'amination et la production d'anhydrides, ainsi que des process en continu d'alkylation catalysée (par le trifluorure de bore ou le fluorure d'hydrogène), les réactions de condensation de Mannich et les processus de nitration (Ses codes d'entreprise aux États-Unis sont SIC Codes: 1311 ; NAICS Codes:211111)

Le principal fabricant de plomb tétraéthyle serait aujourd’hui Innospec (en) (connu aussi sous le nom de Associated Octel Company à Ellesmere Port, en Angleterre) et ses principaux vendeurs sont (Octel et Ethyl Corporation de Richmond, en Virginie). Les dirigeants de ces entreprises reconnaissent que le marché de l’essence plombée se fermera un jour ou l’autre, mais selon eux pour des motifs politiques. Ils continuent selon Kitman (2000) à sous-estimer les dangers du plomb et à surestimer ses vertus, et à produire et vendre du plomb tétraéthyle pour les carburants.